# Lewis Caleb Beck
Pour les articles homonymes, voir Beck.
Lewis Caleb Beck est un chimiste et un botaniste américain, né le 4 octobre 1798 à Schenectady, New York et mort le 20 avril 1853 à Albany.

## Biographie
Il est fils de Caleb Beck et de Catherine née Romeyn. Il fait ses études à l’Union College de Schenectady en 1816 et étudie ensuite à l’école de médecine et de chirurgie de New York. Diplômé de médecine en 1818, il exerce dans divers endroits des États-Unis d'Amérique et profite de ses déplacements pour récolter activement des plantes.
Il enseigne la botanique à partir de 1824 à l’Institut médical de Berkshire puis est nommé professeur de chimie et de botanique à l’Académie de médecine du Vermont en 1826. En 1830, il commence à enseigner la chimie à l’université Rutgers puis, en 1836, à celle de New York. De 1840 et jusqu’à sa mort, il enseigne la chimie et la pharmacie à l’école de médecine d’Albany.
Il est notamment l’auteur de Botany of the Northern and Middle States (1833) et de Mineralogy of New York (1842).

## Sources
- (en) « Beck, Lewis Caleb », dans George E. Rines, Encyclopedia Americana, 1920 (lire sur Wikisource)

- Ressources relatives à la recherche :   - Biodiversity Heritage Library
  - Harvard University Herbaria & Libraries
  - International Plant Names Index
- Notice dans un dictionnaire ou une encyclopédie généraliste :   - Deutsche Biographie
- Notices d'autorité :   - VIAF
  - ISNI
  - IdRef
  - LCCN
  - GND
  - Pays-Bas
  - Israël
  - WorldCat
- (en) « Beck, Lewis Caleb », dans Gilman, D. C. et Colby, F. M., New International Encyclopedia, New York, 1905 (lire en ligne){{Article encyclopédique}} : l'usage du paramètre |périodique = Dodd, Mead laisse présager

.
L.C.Beck est l’abréviation botanique standard de Beck.
Consulter la liste des abréviations d'auteur en botanique ou la liste des plantes assignées à cet auteur par l'IPNI, la liste des champignons assignés par MycoBank, la liste des algues assignées par l'AlgaeBase et la liste des fossiles assignés à cet auteur par l'IFPNI.